# کلاید کینگ
کلاید کینگ (انگلیسی: Clyde King; ۶ سپتامبر ۱۸۹۸ – ۲۰ آگوست ۱۹۸۲) قایقران روئینگ اهل ایالات متحده آمریکا بود.
وی در مسابقات کشوری و بین‌المللی در مجموع برندهٔ ۱ مدال طلا شده‌است.